# Послания из другого мира
«Послания из другого мира» (англ. Dispatches from Elsewhere) — американский драматический телесериал-антология, созданный Джейсоном Сигелом, сыгравшим главную роль. Премьера состоялась 1 марта 2020 года на телеканале AMC.

## Сюжет
Сериал, действие которого происходит в Филадельфии (штат Пенсильвания), рассказывает о «группе простых людей, которые натыкаются на загадку, скрывающуюся за завесой повседневной жизни. Они обнаружат, что таинственные смыслы гораздо глубже, чем они когда-либо могли себе представить».

## В ролях

### Основной состав
- Джейсон Сигел — Питер, офисный работник, изо всех сил пытающийся найти смысл своей жизни
- Андре Бенджамин — Фредвинн, интеллигентный, но параноидальный человек, посвящённый выяснению правды
- Ив Линдли — Симон, транс-женщина, ищущая выход из чувства изоляции
- Ричард Э. Грант — Октавио Коулман, эсквайр, загадочный руководитель Института Чеджун
- Салли Филд — Дженис Фостер, одинокая оптимистка, пытающаяся вернуть себе чувство идентичности

### Второстепенный состав
- Тара-Линн Барр — Дженис в молодости[4]
- Сесилия Балагот — Клара

## Производство

### Разработка

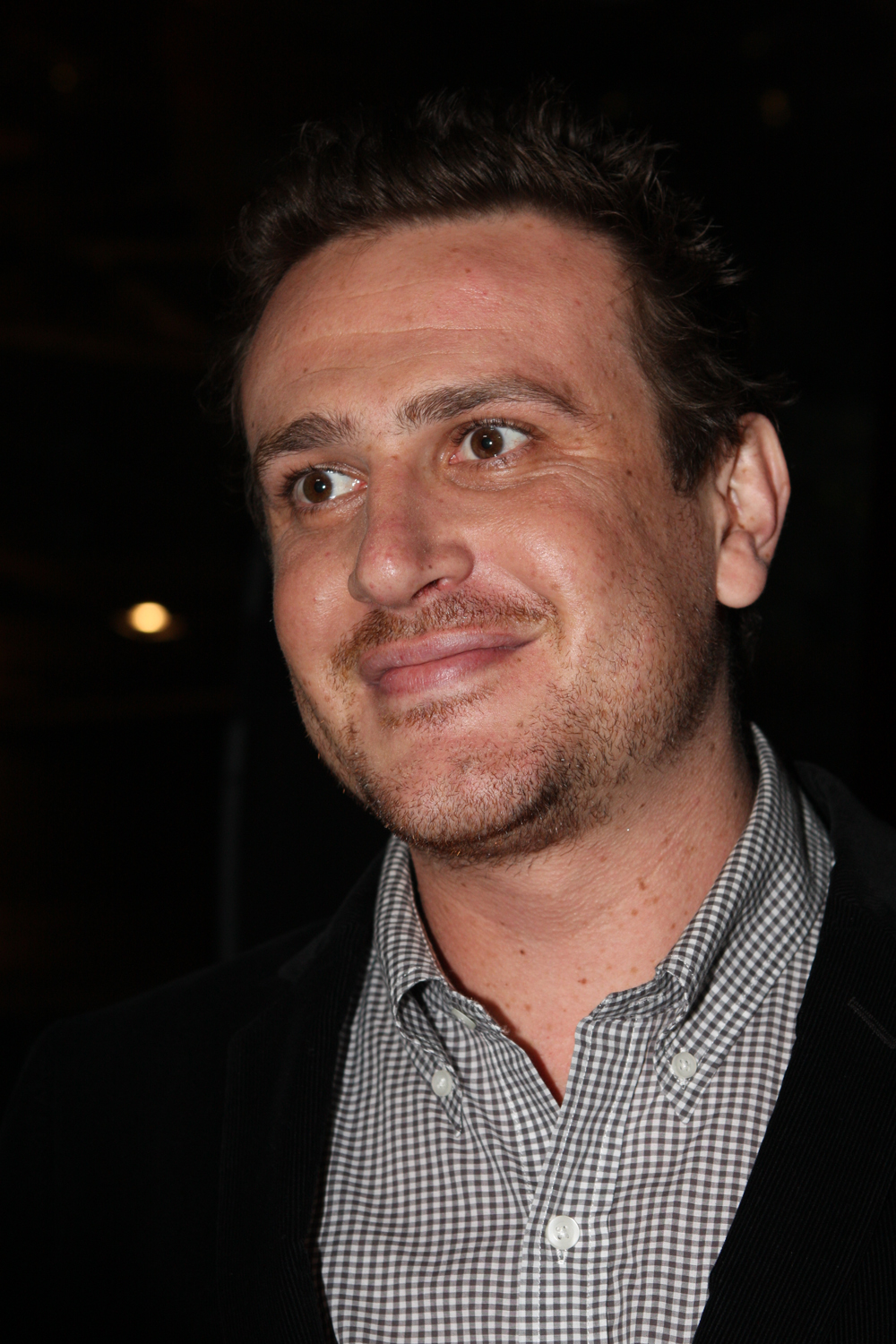
Джейсон Сигел создал сериал и сыграл главного героя.

28 июля 2018 года было объявлено, что AMC заказал новый сериал. Сериал был создан Джейсоном Сигелом, который также срежиссировал пилотный эпизод и является исполнительным продюсером вместе со Скоттом Рудином, Эли Бушем и Гарреттом Башем. Сериал основан на документальном фильме 2013 года «Институт», в котором рассказывается об «Институте Жижун», игре в альтернативной реальности в Сан-Франциско.
Сигел рассказал, что он решил снимать в Филадельфии, потому что во время поисков локации он был удивлён, узнав, что, несмотря на репутацию серого города, на самом деле он полон красочных паблик-артов. Впервые увидев Волшебные сады, он понял, что Филадельфия — подходящее место для шоу.
Ранние версии сценария происходили в неуказанном городе, а затем были переписаны с учётом конкретных мест Филадельфии.

### Кастинг
Наряду с новостями о заказе сериала в июле 2018 года было объявлено, что Джейсон Сигел сыграет главную роль. В апреле 2019 года Ричард Э. Грант, Салли Филд и Ив Линдли были добавлены в состав актёров, а Андре Бенджамин присоединился в июле.

### Съёмки
Основная съёмки сериала начались в Филадельфии (штат Пенсильвания) в июле 2019 года.

## Эпизоды
| № | Название                               | Режиссёр        | Автор сценария                                                                             | Дата премьеры  | Зрители U.S. (млн) |
| --- | -------------------------------------- | --------------- | ------------------------------------------------------------------------------------------ | -------------- | ------------------ |
| 1 | «Питер (англ. Peter)»                  | Джейсон Сигел   | Телесценарий : Джейсон Сигел                                                               | 1 марта 2020   | 0,938              |
| Октавио Коулман, эсквайр представляет зрителям Питера, сотрудника службы потоковой передачи музыки, ведущего скучную, неудовлетворительную жизнь. Однажды он встречает на своём пути ряд загадочных листовок. Заинтригованный, он решает позвонить по номеру на одной из них, после чего его приглашают в Институт Жижун на церемонию вступления в должность. По прибытии Питер получает предупреждение о коварных мотивах Жижуна и покидает здание. Следуя указаниям так называемого Командора 14 «Сообщества Других Миров», Питер покидает Институт и получает адрес. Информация приводит Питера в магазин в переулке, где он встречает Симон, и они вместе пытаются найти улики и разгадать загадки Сообщества. Этот опыт улучшает взгляд Питера на жизнь, но чувство быстро исчезает, возвращаясь только после получения другой миссии Сообщества в другом месте. Следующее задание Питера приводит его к собранию других участников игр Сообщества. Присутствующим назначают группы из четырёх человек, где Питер воссоединяется с Симон и встречается с Фредвинном и Дженис. Группе поручено найти Клару, «Хранительницу Божественной Беспечности». Они идут в закусочную, чтобы обсудить природу игры, Дженис полагает, что игра - это шутка, Симон - маркетинговый ход, а Фредвинн настаивает, что всё это заговор высокого уровня. Питер же предполагает, что игра настоящая. Симон уходит из закусочной, её преследуют двое мужчин, но ей удаётся отбиться от них. Она приходит домой потрясённая, но уверяет себя, что всё в порядке. |                                        |                 |                                                                                            |                |                    |
| 2 | «Симон (англ. Simone)»                 | Венди Станцлер  | Джейсон Сигел                                                                              | 2 марта 2020   | 0,352              |
| Октавио представляет зрителям Симон, выпускницу художественного факультета, работающую доцентом в Художественном музее Филадельфии. Симон получает на работе пачку батареек с надписью «Рыбная еда». Она идёт к Питеру, который получает говорящую электронную рыбу. Они везут рыбу, которая представляется как Клара, в Фиштаун. Они следуют за подсказками и в конечном итоге поднимаются на крышу, где «Клара» призывает их рассказать что-то страшное друг другу. Питер признаётся Симон, что она ему нравится, но она не может ответить взаимностью, оставив Питера опустошённым. Симон встречает Фредвинна и Дженис в закусочной, где они обнаруживают, что каждой паре была представлена противоречивая информация, и теперь им предоставляется возможность пойти на протест Общества или на собрание акционеров Института. Решив принять участие в обоих мероприятиях, Симон видит Питера и приносит свои извинения, а Фредвинн прячется в багажнике лимузина Октавио, когда тот уезжает на собрание акционеров. |                                        |                 |                                                                                            |                |                    |
| 3 | «Дженис (англ. Janice)»                | Майкл Трим      | Джордан Харрисон и Джейсон Сигел                                                           | 9 марта 2020   | 0,240              |
| История продолжается с точки зрения Дженис, когда она, Питер и Симон гоняются за лимузином Октавио. Они следуют за машиной в театр, но Фредвинна нигде не видно. Октавио находит их и выводит на сцену, где Дженис убеждают присоединиться к аудитории собрания акционеров. Дженис вызывается добровольцем для демонстрации «И.Д.Е.Я.» (I.D.E.A.), изобретения, созданного Кларой до её исчезновения. Устройство возвращает Дженис в день её свадьбы, показывая ей версию более молодой себя, выражающей презрение к отсутствию независимости настоящей Дженис. Внезапно Командор 14 и протестующие из Сообщества срывают собрание и ссорятся с аудиторией. Дженис, Симон и Питер уходят и встречают возле театра Фредвинна, который настаивает на том, что Институт и Сообщество одинаковы и что вся игра написана по сценарию, но это не убеждает их. Дженис возвращается домой и рассказывает своему коматозному мужу Льву о её дне. |                                        |                 |                                                                                            |                |                    |
| 4 | «Фредвинн (англ. Fredwynn)»            | Майкл Трим      | Куи Нгуен                                                                                  | 16 марта 2020  | 0,279              |
| Фредвинн найден Октавио в багажнике лимузина и заперт в шкафу. Он убегает и находит контрольный центр, который организовывал сцену свадьбы, которую переживала Дженис. На следующий день Дженис, Симон, Фредвинн и Питер встречаются в закусочной. Фредвинн предполагает, что игра отвлекает мощных магнатов данных, и призывает остальных узнать больше. Но они быстро раздражаются от его подозрений и просят его пойти домой и ждать следующей подсказки. Не в силах уснуть, он переосмысливает свои шаги предыдущего дня и идёт к Дженис, чтобы попросить помочь найти подсказку из свадебного видео. Они входят в её «дворец памяти» и расшифровывают скрытый адрес. Они убеждают Симон и Питера пойти с ними по адресу, где они обнаруживают люк, ведущий в подвал. |                                        |                 |                                                                                            |                |                    |
| 5 | «Клара (англ. Clara)»                  | Алетея Джонс    | Марк Фридман                                                                               | 23 марта 2020  | 0,212              |
| Четвёрка спускается в подвал и обнаруживает там картины, оставленные Кларой, вместе со скрытыми надписями на стенах. В них рассказывается о жизни Клары в Фиштауне и о первых днях существования Сообщества, первоначально состоявшего из Клары и трёх её друзей. Общество старалось улучшить Фиштаун и сделать его красивым, обратив тем самым внимание Института Жижун. На следующий день Дженис узнаёт, что Фредвинн не показал ей срочные смс от медсестры своего мужа. Питер уходит с работы после того, как его вдохновляет страсть Клары. Вернувшись в дом, группа возобновляет историю Клары, когда её завербовал Октавио, который пообещал ей огромные ресурсы и силу, чтобы изменить мир. Она отклонила предложение Жижуна, но вскоре исчезла. По окончании истории, Симон показывает Питеру 20-летнюю фотографию первого настенного рисунка Клары, свидетельствующую о том, что Клара и события, описанные в игре, реальны. |                                        |                 |                                                                                            |                |                    |
| 6 | «Каждый (англ. Everyone)»              | Ариэль Клейман  | Ева Андерсон                                                                               | 30 марта 2020  | 0,228              |
| В закусочной группа получает сообщения о том, что «правда» будет раскрыта в эту ночь. Полагая, что это конец игры, они соглашаются разделиться на команды, чтобы узнать всё, что смогут, прежде чем закончится игра. Питер добровольно помогает Фредвинну раскрыть его заговор, оставляя Дженис и Симон искать подсказки о Кларе. Питер понимает, что компания-учредитель его бывшего работодателя участвует в игре. Он и Фредвинн проникают в его старый офис и идентифицируют IP-адрес через плей-лист, содержащий песни, которые они слышали в своих миссиях. Тем временем Дженис и Симон находят квартиру с одной из картин Клары и находят её полное имя в договоре об аренде 1999 года. Через статьи в старых газетах они прослеживают следы Клары, ведущие в бывшую психиатрическую больницу, в которой Дженис лежала в прошлом, сейчас же это жилой комплекс. Фредвинн и Питер встречают их там, рассказав им, что IP-адрес принадлежит некоему пентхаусу, к которому четвёрка поднимаются в лифте в конце эпизода. |                                        |                 |                                                                                            |                |                    |
| 7 | «Пещера келпи (англ. Cave of Kelpies)» | Марта Каннингем | Эшли Лайл и Барт Никерсон                                                                  | 6 апреля 2020  | 0,292              |
| Мужчина, пьющий шоколадное молоко, прибывает в пентхаус, но сбегает, увидев четвёрку. Они следуют за ним в подземный туннель. Там они обнаруживают группу других игроков из фракций Сообщества и Института. Каждая группа начинает требовать от другой стороны отдать им Клару, когда внезапно появляются Октавио и Командор 14. Командор 14 показывает своё настоящее лицо, идентичное внешности Октавио, и они дают каждому новое задание: работать вместе. Группа смотрит видеомонтаж их смерти в тот же день и понимает, что это всё ещё было частью игры. Клара, Октавио и Командор 14 рассказывают, что они актёры, это расстраивает Питера. Все участники отправляются на вечеринку игры. Фредвинн ищет архитектора игры, а Симон и Питер решают начать отношения. Чувствуя себя обделённой, Дженис покидает вечеринку и встречает на улице женщину, оказавшуюся Архитектором. Она спрашивает Архитектора о настоящей Кларе Торрес. Архитектор говорит ей, что настоящая Клара мертва, и что это её (Архитектор) вина. |                                        |                 |                                                                                            |                |                    |
| 8 | «Ли (англ. Lee)»                       | Майкл Трим      | Сюжет : Эшли Лайл, Барт Никерсон и Бьянка Урсилло Телесценарий : Эшли Лайл и Барт Никерсон | 13 апреля 2020 | 0,269              |
| Нас ненадолго переносят к Архитектору Ли, которая создала игру как способ исправить свою роль в смерти Клары. Сказав правду Дженис, Ли даёт ей адрес мавзолея, где хранится урна Клары Торрес. Там четвёрка находит аудиокассету, на которой Клара описывает свою мечту о создании искусства, которое меняет взгляды людей на мир, послание, которое вдохновило Ли на создание игры. Питер и Симон предпринимают попытку первого свидания, но Симон отказывается продолжать романтические отношения, настаивая на том, что наивность Питера сделает их невозможными в реальном мире, а также рассказывает, что она трансвестит. Тем временем Дженис узнает, что Лев перенёс второй инсульт. Фредвинн остаётся с ней в больнице, поскольку она решает отключить его от жизнеобеспечения. Питер, Симон и Фредвинн посещают похоронную службу, где Фредвинн даёт другим их личные файлы из игры. Голос за кадром от Ли читает информацию из их файлов, идентифицируя каждого из четырёх как людей, которые будут иметь большое влияние друг на друга, к лучшему или к худшему. Позже той же ночью Фредвинн проникает в мавзолей и обнаруживает, что в урне Клары нет ничего, кроме конфет. |                                        |                 |                                                                                            |                |                    |
| 9 | «Создатель (англ. The Creator)»        | Кит Гордон      | Сюжет : Марк Фридман Телесценарий : Эшли Лайл и Барт Никерсон                              | 20 апреля 2020 | 0,212              |
| Через несколько недель и месяцев после игры Питер начинает брать уроки магии и пробовать новые вещи как средство самопознания. Дженис призывает Симон прекратить убегать от всего, что в конечном итоге приводит к тому, что Питер и Симон заводят отношения. Дженис учится примиряться со своей независимостью и начинает посещать занятия в колледже. Питер, Дженис и Симон встречаются в годовщину начала игры, но Фредвинн не приходит на встречу. Они идут к нему домой и находят его в ступоре, вызванном его навязчивой идеей найти правду о Кларе. Заботясь о его благополучии, они везут Фредвинна встретиться с Ли в доме Клары. Ли раскрывает, что «Клара» на самом деле была олицетворением её творческой стороны, которую, как ей кажется, она предала в стремлении к успеху в бизнесе. Игра была разработана, чтобы помочь Ли воссоединиться с этой стороной себя. Мальчик в гриме клоуна появляется позади группы, и Питер вынужден идти с ним. Мальчик берёт Питера за руку, и они уходят, а остальная часть «Синей команды» остаётся позади. |                                        |                 |                                                                                            |                |                    |
| 10 | «Мальчик (англ. The Boy)»              | Чарли МакДауэлл | Джейсон Сигел                                                                              | 27 апреля 2020 | 0,198              |
| В воспоминаниях мальчик, который скоро станет Мальчиком с Клоунским Лицом, объявляет своим родителям, что хочет стать актёром. Он усердно тренируется и добивается успеха со своим сценическим номером, но на протяжении многих выступлений начинает чувствовать себя вялым и измученным. Сцена переходит к встрече группы поддержки, на которой присутствует Джейсон Сигел (театрализованное изображение актёра, которое он сам и играет), который сетует на отсутствие у него жизненного направления. Симон приглашает Джейсона в свой Амбар Прекрасных Вещей и вручает ему открытку в Другой Мир. Адрес на карточке отправляет Джейсона в собственную игру по всему городу, вдохновляя его на написание сценария для сериала под названием «Послания из другого мира». Четыре месяца спустя Джейсон заканчивает сценарий. Он показывает его Симон, которой он нравится, но она замечает в нём и у Джейсона отсутствие ответственности за его ошибки. Вскоре после этого Джейсон встречает Мальчика с Клоунским Лицом, который раскрывает себя как олицетворение карьеры Джейсона Сигела и говорит ему «пора взрослеть». Джейсон выражает желание владеть своими решениями и просит помочь сделать сериал реальностью. Камера показывает Джейсона, который смотрит сериал с Дженис, Симон и Фредвинном, которые находят его прекрасным, но также делают замечание о зацикленности на себе в последнем эпизоде. Джейсон приглашает в кадр весь актёрский состав и съёмочную группу шоу и благодарит зрителей за просмотр. Затем Октавио передаёт окончательный монолог с помощью видео, присланных зрителями, напоминая зрителю о том, что перемены приходят, когда мы находим друг друга. |                                        |                 |                                                                                            |                |                    |

## Телевещание
В США шоу транслируется на телеканале AMC, в Великобритании премьера состоялась 29 апреля 2020 года на BT TV.

## Критика
На Rotten Tomatoes сериал имеет 83 % рейтинга со средней оценкой 7,15 из 10 на основе 30 рецензий. Согласованное мнение веб-сайта: «Странное и причудливое путешествие в неизвестное, экспериментальные подходы „Посланий из другого мира“ не всегда объединяются, но совершенные действия и подлинное чувство удивления делают это путешествие достойным внимания». На Metacritic у сериала 67 баллов из 100, основанных на 15 рецензиях, что указывает на «в целом благоприятные отзывы».
Кит Фиппс из «TV Guide» дал сериалу оценку 4 из 5 и написал: «То, что происходит, не совсем ясно в конце первых четырёх эпизодов. Это тоже не так уж важно. Сериал настолько интригующий, насколько душевный благодаря стильному образному рассказыванию историй и богато развитым персонажам». Алан Сепинуолл из «Rolling Stone» дал сериалу 3 звёздных отзыва из 5 и написал: «Оправдывает ли „Послания из другого мира“ свою причудливость? Трудно сказать, основываясь на ограниченном количестве эпизодов, которые AMC сделал доступными для критиков. Но это не скучно, и его оптимизм сам по себе привлекателен».